# Стейн, Линда
Линда Стейн (англ. Linda Stein, 24 апреля 1945 года — 30 октября 2007 года) — американский менеджер рок-музыки и брокер по недвижимости.

## Биография
Начала свою карьеру в качестве учителя, но оставила преподавание, чтобы работать менеджером Ramones вместе с Дэнни Филдсом. Она также была менеджером певца / автора песен Стива Форберта.
Была замужем и консультировала Сеймура Стейна, президента Sire Records и вице-президента Warner Bros.Records, которые сыграли важную роль в запуске карьер Мадонны, The Ramones, Talking Heads и The Pretenders. Работала в клубах от Studio 54 до Mudd Club, а затем в качестве надёжного автора в колонках светских сплетен, чему способствовали её остроумия и особая изысканность в употреблении четырехбуквенного слова.
В 1990-х годах Стейн покинула группу и стал «агентом по недвижимости звёзд». Она совершала сделки на квартиры за миллионы долларов для Мадонны, Стинга, Анджелины Джоли, Билли Джоэла, Кристи Бринкли, Брюса Уиллиса, Янна Веннера, Майкла Дугласа, Стивена Спилберга и Элтона Джона.
По словам её друга, автора Стивена Гейнса, Стейн вдохновила создание двух героев фильма: агента по недвижимости (в исполнении Сильвии Майлз), которая продаёт многоэтажную квартиру персонажу Чарли Шина в фильме об Уолл-стрит режиссёра Оливера Стоуна, и зубастого рекорд-менеджера в фильм 1998 года о Студии 54.

## Смерть
30 октября 2007 года Стейн была найдена мёртвой в своей квартире на Манхэттене. Окружной коронер признал смерть Стейн убийством и объяснил причину — «тупая травма головы и шеи». Во время смерти Стейн боролась с опухолью мозга.

### Арест, признание и осуждение нападавшего
9 ноября 2007 года бывшая личная помощница Стейн Натавия Лоури была арестована. Согласно рапорту, помощница убила свою начальницу, потому что Стейн «просто продолжала на неё кричать». Она также утверждала, что Стейн подула ей в лицо дымом марихуаны и произнесла расовое оскорбление, но вскрытие показало, что в организме Стейн не было марихуаны. Находясь под стражей в полиции для допроса, по заявлениям полиция, Лоури отказалась от правила Миранды. Она рассказала свою версию событий в виде видеозаписи признания. Однако на судебном заседании 13 декабря 2007 года семья Лоури прервала разбирательство, громко обвинив дочь Стейна Мэнди в убийстве своей матери, и после этого мать Лоури подошла к Мэнди Стейн, сказав: «Вы знаете, что сделали это». 3 мая 2010 года Лоури была приговорена к пожизненному заключению на срок до 25 лет[что?] за убийство Стейн, в том числе на три года за кражу у неё 30 000 долларов.

## Некриминальные правовые разбирательства
Суррогатный[уточнить] суд округа Нью-Йорк постановил, что Стейн умерла, не оставив завещания. Соответственно, в соответствии с законодательством штата Нью-Йорк её ближайшие родственники, две дочери, унаследовали имущество. 18 декабря 2007 года они обратились в суд с ходатайством о контроле над имуществом Стейн. Заявление было принято в тот же день. Дочери Стейн указали, что они подали в суд на её работодателя, брокерскую фирму по недвижимости Prudential Douglas Elliman, а также временное агентство, в котором работал убийца, и на саму убийцу.

## Признание
Певец Элтон Джон сказал, что он будет участвовать в сборе средств на исследования рака в честь Стейн.
24 апреля 2009 года, в день 64-летия Линды Стейн, фильм Мэнди Стейн «Сжигание дома: взлёт и падение CBGB», посвящённый её матери, был впервые показан на кинофестивале Tribeca.